# Carlos Miloc
Carlos Miloc Pelachi (Montevidéu, 9 de fevereiro de 1932 — Monterrey, 25 de fevereiro de 2017) foi um futebolista e treinador de futebol uruguaio que jogava como atacante. 

## Carreira
Conhecido como Tanque, Miloc jogou profissionalmente por 19 anos, iniciando sua carreira em 1950 no Nacional. Após jogar 2 anos no Cúcuta Deportivo, foi para o México em 1956 e fez carreira no país, atuando por Morelia, Deportivo Irapuato e León, onde pendurou as chuteiras em 1969, mesmo ano em que estrearia como técnico, no Irapuato - onde permaneceu até 1971.
Seu clube mais relevante como treinador foi o Tigres, pelo qual teve 4 passagens (1977–79, 1981–83, 1986–88 e 1997–98) e foi bicampeão mexicano em 1977–78 e 1981–82. Passou também por Pachuca, Santos Laguna, Veracruz, San Luis, Chivas, Estudiantes Tecos, Tampico Madero, Correcaminos, Cobras de Ciudad Juárez, América-MEX, Morelia e León no futebol mexicano, além de passagens por Herediano e Comunicaciones, além da Seleção Guatemalteca, última equipe que treinou, em 2000. Trabalhou ainda como colunista do Grupo Reforma e assessor do Tigres.
Miloc faleceu em 25 de fevereiro de 2017, aos 85 anos de idade.

## Títulos
Tigres
- Campeonato Mexicano: 2

(1977–78 e 1981–82)
Comunicaciones
- Primeira División de Guatemala: 4

(1996–97, 1998–99, Apertura de 1999 e Clausura de 2000)
América-MEX
- Copa dos Campeões da CONCACAF: 1

(1990–91)
- Copa Interamericana: 1

(1990–91)